# Riccardo Cordiferro
Riccardo Cordiferro, pseudonimo di Alessandro Sisca (San Pietro in Guarano, 27 ottobre 1875 – New York, 24 agosto 1940), è stato uno scrittore, poeta e paroliere italiano naturalizzato statunitense.
La sua notorietà è soprattutto legata al fatto di essere stato l'autore dei versi di Core 'ngrato, una delle pietre miliari della canzone napoletana.

## Biografia
Nel 1886 Alessandro entrò nel seminario francescano di San Raffaele a Materdei a Napoli, ma presto lasciò la vita religiosa per intraprendere la carriera letteraria. 
Le origini dello pseudonimo derivano dal romanzo di Walter Scott Ivanhoe che utilizzò  firmando le sue prime poesie pubblicate a Napoli. Nel 1892 emigrò a Pittsburgh e in seguito si stabilì definitivamente a New York City. Nel gennaio del 1893, insieme al padre Francesco, fondò il settimanale letterario La Follia.
La rivista riscosse un discreto successo tra i letterati delle colonie Italiane di New York City, anche grazie alla varietà dei temi trattati, e riuscì a conquistare sempre maggiori consensi nella più ampia comunità italoamericana. Accanto all'attività giornalistica, intraprese quella politico/sindacale in difesa dei propri connazionali emigrati, cosa che lo condusse al carcere più di una volta. A seguito di questi eventi, e a causa del continuo crescere delle minacce a suo carico, decise di dimettersi dal comitato redazionale de La Follia, anche se continuò a pubblicare i suoi articoli grazie all'uso di pseudonimi.
Successivamente fece parte di una compagnia teatrale, la troupe Maiori-Rapone-Ricciardi, nella quale ottenne un discreto successo grazie alle sceneggiature Intrighi Femminili (1893), commedia ad atto unico in lingua napoletana; e Il genio incompreso, commedia in versi satirici. La sua carriera di autore proseguì con la stesura di diversi monologhi drammatici, quali Per la Patria e per l'onore, Il pezzente, Dio dollaro, La trappola del matrimonio. Sempre nel 1893, Codiferro scrisse il dramma in tre atti, Da volontario a disertore.
La vita sentimentale di Codiferro ebbe una svolta quando conobbe Annina Belli che sposò poco dopo e dalla quale ebbe due figli, Emilia e Franchino. Tuttavia, il matrimonio terminò tragicamente con la morte di tutti i familiari tra il 1897 e il 1898. Sisca sposò in seconde nozze Lucia Fazio e riprese la carriera di sceneggiatore teatrale e intensificò l'attività giornalistica. Fu anche autore di una serie di operette di discreto successo.
Sisca è noto anche per le sue poesie, alcune delle quali furono musicate, e ottennero un successo che perdura a tutt'oggi. Tra queste, ricordiamo: Nun 'o credere Lucì; Abbrile; Nu Riccio 'e Capille; Strazio d'O Core; Si a Capa Femmene 'e Sta Città; Luntano 'a Te.
Un posto a parte merita la celeberrima Core 'ngrato, musicata da Salvatore Cardillo e pietra miliare della canzone napoletana. Questa potente lirica, struggente ed emozionante, è stata interpretata da moltissimi tenori di successo quali Enrico Caruso, Luciano Pavarotti, Plácido Domingo e José Carreras.